# 경남개발공사
경남개발공사(慶南開發公社)는 대한민국 경상남도 지역 발전을 위해 설립된 공기업이다.

## 연혁
- 1997년 1월 1일 경남개발공사 업무 개시
- 1998년 12.31 직제 개편(구조조정)
  - 직제: 사장·2이사·1부·3과·4팀 → 사장·1이사·1부·2과·3팀
  - 정원: 35명 → 31명(감 4명)
- 1999년 04.21 직제 개편(유료 도로 관리 운영)
  - 직제: 사장·1이사·1부·2과·3팀 → 사장·1이사·1부·2과·3팀·1사업소
  - 정원: 31명 → 47명(증 16명)
- 1999년 05.01 사업 영역 확대(유료도로관리운영사업 - 안민 터널)
- 2001년 01.17 사명 변경(경남개발공사 → 경상남도개발공사)
- 2001년 07.28 직제 개편(업무 영역 확대).
  - 직제: 사장·1이사·1부·2과·3팀·1사업소 → 사장·2본부장·2부·2과·4팀·1사업소
  - 정원: 47명 → 52명(증 5명)
- 2002년 01.28 공사 사무실 이전(마산 중리 아파트형 공장 → 창원시) 정원: 52명 → 53명(증 1명)
- 2004년 02.09 공사 사옥 확보 및 사무실 이전
- 2004년 7월 1일 제4대 강명수 사장 취임
- 2004년 8월 27일 직제 개편(주40시간 근무제 시행)
  - 직제: 사장·2본부장·2부·2과4팀·1사업소 → 사장·1이사·3부·7팀·1사업소
  - 정원: 53명 → 56명(증 3명)
- 2004년 11.06 직제 개편(업무 영역 확대)
  - 직제: 사장·1이사·3부·7팀·1사업소 → 사장·1이사·4부·8팀·1사업소
  - 정원: 56명 → 60명(증 4명)
- 2005년 10.01 직제 개편(기업형 팀제 도입) → 사장·1이사·1본부·9팀
- 2006년 12.27 자본금 증자(53,982백만원 → 95,621백만원)
- 2007년 07.27 제5대 신희범 사장 취임
- 2007년 10.22 직제 개편(사업량 증대)
  - 직제: 사장·1이사·1본부·9팀 → 사장·1이사·1본부·10팀 (1팀 신설)
  - 정원: 60명 → 69명(증 9명)
- 2009년 02.20 * 2007년 정원 조정(사업량 증대)
  - 정원: 69명→74명(증5명)
- 2010년 04.28 제6대 안승택 사장 취임
- 2011년 03.23 직제 개편(사업 종료): 사장, 1이사, 1본부, 9팀(1팀 폐지)
- 2011년 11.01 제7대 김은종 사장 취임
- 2012년 07.20 직제 개편(조직 구조 조정)
  - 직제: 사장·1이사·1본부·10팀 → 사장·1이사·8팀 (1본부, 2팀 폐지)
  - 정원: 74명 → 78명(증 4명)
- 2013년 06.10 제8대 배한성 사장 취임
- 2013년 06.13 공사 사명 변경: 경상남도개발공사 → 경남개발공사
- 2013년 09.06 직제 개편(업무 영역 확대)
  - 직제: 사장·1이사·8팀 → 사장·1이사·1본부·10부
  - 정원: 78명 → 93명(증 15명)
- 2014년 07.02 제9대 박재기 사장 취임
- 2014년 10.20 정원 조정(대규모 사업 준공)
  - 정원: 93명 → 90명(감 3명)